# Accademia delle Scienze dell'Albania
L'Accademia delle Scienze dell'Albania (in albanese Akademia e Shkencave e Shqipërisë) è un'accademia scientifica dell'Albania, considerata come la principale istituzione scientifica del paese.
Fu fondata dal governo albanese nel 1972, riunendo i vari istituti di ricerca già presenti nel paese (tra cui l'Istituto delle scienze dell'Università di Tirana, considerato come suo principale precursore).
L'istituzione comprende gli scienziati più illustri, definiti quindi "accademici", che lavorano nei centri di ricerca e in altre organizzazioni dentro e fuori l'Albania. Nel 2009, l'accademia contava 23 membri effettivi, 10 membri associati, un membro permanente, e 26 membri d'onore.
L'accademia è stata una delle numerose accademie scientifiche nel mondo che hanno firmato la dichiarazione conclusiva del Summit sulla popolazione di Nuova Delhi del 1994.

## Organizzazione
L'accademia è composta da due sezioni:
- Sezione di Scienze Sociali e Albanologiche
- Sezione Scienze Naturali e Tecniche

Comprende inoltre le seguenti unità:
- Progetti di Sviluppo Tecnologico e Innovativo
- Sezione per le Relazioni Estere e Pubbliche
- Biblioteca
- Editoria

L'Accademia delle Scienze dell'Albania vanta la biblioteca accademica più grande del paese. Fondata nel 1975 iniziando con 10.000 volumi, nel 1986 la sua collezione era cresciuta fino a includere 812.000 volumi.
Nel 2008, la maggior parte dei finanziamenti destinati alle attività di ricerca dell'accademia sono stati ritirati, e tali responsabilità sono state in seguito trasferite alle università e ai centri di ricerca. Quattro istituti di ricerca precedentemente affiliati all'accademia si fusero per creare il Centro di Studi Albanologici.

## Membri attuali e passati notevoli

### Membri regolari
- Skënder Gjinushi
- Albert Doja
- Fatos Kongoli
- Beqir Meta
- Vasil Tole
- Kosta Barjaba
- Aurela Anastasi
- Floresha Dado
- Nazim Gruda
- Anesti Kondili
- Efigjeni Kongjika
- Arben Merkoçi
- Petraq Petro
- Bashim Resuli
- Xhevahir Spahiu
- Jani Vangjeli
- Floran Vila
- Marenglen Verli
- Anila Paparisto

### Membri emeriti
- Muzafer Korkuti
- Rexhep Meidani
- Bardhyl Golemi

### Membri associati
- Arjan Durresi
- Shaban Sinani

### Membri onorari
- Francesco Altimari
- Jean Aubouin
- Alain Ducellier
- Bernd Jürgen Fischer
- Victor Friedmann
- Eric P. Hamp
- Mark Krasniqi (deceduto)
- Andrea Pieroni
- Rexhep Qosja
- Luan Starova

### Membri del passato notevoli
- Idriz Ajeti (onorario)
- Ali Aliu (onorario)
- Jorgo Bulo
- Eqrem Çabej
- Shaban Demiraj
- Mateja Matevski (onorario)
- Mentor Përmeti
- Răzvan Theodorescu (onorario)